# Cadena McPherson
Los montes MacPherson o la sierra de McPherson (En inglés McPherson Range) es una extensa cordillera del este de Australia, una estribación de la Gran Cordillera Divisoria, dirigiéndose en dirección al este hacia el litoral del océano Pacífico. Se encuentra en la frontera entre los estados de Nueva Gales del Sur y Queensland. Más hacia el oeste de la Cadena McPherson se encuentra el  parque nacional Cadena Principal. Hacia la costa la cadena continúa en los Montes de la Frontera y otros terrenos montañosos formados por el Volcán Tweed.

## Geografía
El Pico Wilsons es considerado la intersección entre el Gran Cordillera Divisoria y la Cadena McPherson. Hay cinco cascadas en esta parte de la cadena incluyendo las Cascadas Teviot (Teviot Falls), Cascadas Reina María (Queen Mary Falls), Cascadas de Dagg (Dagg's Falls), Cascadas de Brown (Brown’s Falls) y las Cascadas de Brown Superior (Upper Brown’s Falls). Otras montañas notables en la cadena incluyen el Monte Lindesay y el Monte Barney.
La cadena es un área de significativa belleza panorámica y contiene una multitud de parques nacionales, incluyendo el parque nacional Monte Barney, parque nacional Montes de la Frontera y parque nacional Lamington entre otros que se encuentran que poseen estatus de Patrimonio Mundial, como los Bosques húmedos Gondwana de Australia.
La línea del ferrocarril Brisbane-Sídney pasa sobre la cadena así como otras rutas. 

## Historia
La sierra fue por primera vez explorada por colonizadores blancos en 1828 by a party headed por Allan Cunningham y Patrick Logan mientras estaban buscando una ruta para Darling Downs desde la recién establecida colonia penal de Moreton Bay.

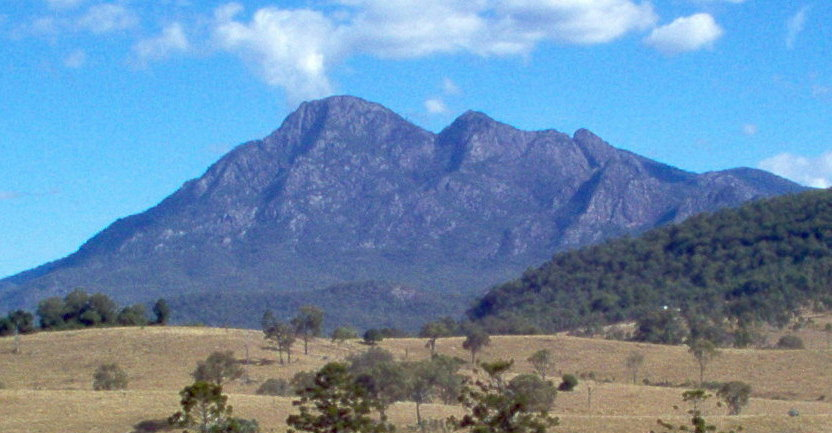
Los picos gemelos del Monte Barney.

## Flora
Los bosques subtropicales en la cordillera no han sido dañados por severos incendios forestales y contiene más de 20 especies de orquídeas de rocas y árboles.
El Lirio de arroyo es una planta perenne encontrada a lo largo de arroyos y barrancos de la cadena. 